# 대한민국 수산식품명인
대한민국 수산식품명인(大韓民國 水産食品名人)은 우리 수산식품의 계승·발전을 위하여 수산식품의 제조·가공 및 조리 분야 등에 종사해 온 우수한 수산식품 기능인을 말하며, 「수산식품산업의 육성 및 지원에 관한 법률」에 따라 대한민국 해양수산부 장관이 지정한다.

## 자격
1. 해당 수산식품의 제조ㆍ가공ㆍ조리 분야에 계속하여 20년 이상 종사한 사람
2. 수산전통식품의 제조ㆍ가공ㆍ조리방법을 원형대로 보전하고 있으며, 이를 그대로 실현할 수 있는 사람
3. 대한민국수산식품명인으로부터 보유기능에 대한 전수교육을 5년(대한민국수산식품명인 사망 시는 2년) 이상 받고 10년 이상 그 업(業)에 종사한 사람

## 평가 항목
1. 수산식품 제조ㆍ가공ㆍ조리의 전통성
2. 수산식품 제조ㆍ가공ㆍ조리의 우수성, 기능보유자의 정통성
3. 기능보유자의 경력 및 활동상황
4. 기능보유자의 윤리성
5. 기능의 계승ㆍ발전 필요성 및 보호가치
6. 해당 수산식품의 산업성

## 지정 절차
- 신청(시·도지사) → 추천(시·도→해양수산부) → 적합성 검토(서류 및 사실관계 확인(국립수산과학원)) → 심의(심사위원회) → 지정(지성서 교부 및 공고)

## 수산식품명인 지정현황
- 제1호 : 김광자(숭어어란 / '99.11.27 / 전남 영암)
- 제2호 : 이영자(제주옥돔 / '12.5.21 / 제주도)
- 제3호 : 정락현(죽염 / '15.9.23 / 전북 부안)
- 제4호 : 김윤세(죽염 / '16.12.1 / 경남 함양)
- 제5호 : 김정배(새우젓 / '16.12.1 / 충남 아산)
- 제6호 : 유명근(어리굴젓 / '16'12.1 / 충남 서산)
- 제7호 : 김혜숙(참게장 / '18.12.3 / 전남 곡성)
- 제8호 : 이금선(가자미식해 / '20.12.3 / 강원 속초)
- 제9호 : 김천일(마른 김 / '21.12.29 / 전라남도 완도)
- 제10호 : 김헌목(멸치젓 / '21.12.29 / 경상북도 경주)
- 제11호 : 장종수(명란젓 / '22.12.14 / 부산광역시)

## 수산식품명인 소개 페이지
- http://www.korfish.or.kr/onerintro/